# Pučežskij rajon
Il Pučežskij rajon (in russo Пучежский район?) è un rajon dell'Oblast' di Ivanovo, nella Russia europea; il capoluogo è Pučež. Ricopre una superficie di 880 chilometri quadrati e nel 2010 ospitava una popolazione di circa 15.000 abitanti.